# Rothenburg (Haute-Lusace)
Pour les articles homonymes, voir Rothenburg.
Rothenburg/O.L. est une ville de Saxe (Allemagne), située dans l'arrondissement de Görlitz, dans le district de Dresde.

## Personnalités liées à la ville
- Adolf Zimmermann (1799-1859), peintre né à Lodenau.
- Paul Rentsch (1898-1944), résistant né à Rothenburg.